# 神田みか
神田 みか（かんだ みか、8月27日 - ）は、日本の女性声優。マウスプロモーション所属。千葉県出身。旧芸名は、宮武 みか（2007年12月19日改名）。

## 人物
2013年から、元劇団6番シードの太田真由美（現在フリー）と演劇ユニット「マミカ」を結成。2018年解散。MENSA 会員。
趣味・特技は天然石アクセサリー作り、ウィンドウショッピング。

## 出演

### テレビアニメ
2010年
- 裏切りは僕の名前を知っている（母）
- ヨスガノソラ（瑛のおば）

2011年
- 異国迷路のクロワーゼ The Animation（女主人）

2012年
- おじゃる丸（2012年 - 2013年、母親、老婆、主婦、客、中学生、OL、猫）
- スマイルプリキュア!（堀毛先生）
- トリコ（2012年 - 2013年、子ども、老婆、女）
- もやしもん リターンズ（主婦C）
- リトルバスターズ!（学食のおばさん）

2013年
- アイカツ!（2013年 - 2014年、おばさん2、アナウンサー）
- 犬とハサミは使いよう（仲居）
- 神さまのいない日曜日（村人）
- ドキドキ!プリキュア（男の子、購買部のおばさん、少年、女の子）
- ドラえもん（テレビ朝日版第2期）（2013年 - 2019年、おばあちゃん、安雄のママ）

2014年
- 一週間フレンズ。（一の母親）
- エスカ&ロジーのアトリエ 〜黄昏の空の錬金術士〜（マーサ）
- 健全ロボ ダイミダラー（美容室プリンスおばちゃん）
- 少年ハリウッド -HOLLY STAGE FOR 49-（審査員）
- 四月は君の嘘（2014年 - 2015年、アナウンス、審査員、観客、女子生徒）
- RAIL WARS!（被害女性、老婆、ニュース音声）

2016年
- 斉木楠雄のΨ難 （主婦A）
- ジョーカー・ゲーム（女性、フランス人老婆、母親、仲居、看護師）
- ディバインゲート（アオトの母）
- TRICKSTER -江戸川乱歩「少年探偵団」より-（山岸絹江）
- フリップフラッパーズ（ご近所さん）
- 霊剣山 星屑たちの宴（村長夫人）

2017年
- CHAOS;CHILD（女子アナ、キャスター）
- 覆面系ノイズ（おばさん2）
- パズドラクロス（住民）
- ひなこのーと（おばさん）
- バチカン奇跡調査官（尼僧、女性、村人）
- 時間の支配者（老婆）
- プリンセス・プリンシパル（女）
- 天使の3P!（おばあさん）
- このはな綺譚（猫店主、皐の母、女、兎A）
- 十二大戦（アバター紫、巳代表）

2018年
- メルヘン・メドヘン（2018年 - 2019年、十三人委員会）
- 名探偵コナン（2018年 - 2024年、聖沢の友人、母親）
- ポプテピピック（老婆）
- ISLAND（老婆）
- ベルゼブブ嬢のお気に召すまま。（おばちゃん、おばあちゃん）
- 宇宙戦艦ティラミスII（宝くじ売り場店員）
- やがて君になる（燈子の母）

2019年
- 不機嫌なモノノケ庵 續（立法の奉公人）
- 同居人はひざ、時々、頭のうえ。（田辺苑子）
- グリムノーツ The Animation（子供A、中年妻）
- 盾の勇者の成り上がり（2019年 - 2022年、シスター、リーシアの母） - 2シリーズ
- ジョジョの奇妙な冒険 黄金の風（清掃係）
- Fairy gone フェアリーゴーン（通行人）

2020年
- 球詠（校長先生）
- ハクション大魔王2020（母）
- キングスレイド 意志を継ぐものたち（2020年 - 2021年、デミア）

2021年
- ぼくたちのリメイク
- さんかく窓の外側は夜（宮川ゆり子、松見妻）
- 世界最高の暗殺者、異世界貴族に転生する（マイア、店員）
- 闘神機ジーズフレーム（ニビル人）
- 境界戦機（住民）

2022年
- リーマンズクラブ（白鳥稲美）
- ハコヅメ〜交番女子の逆襲〜（女子高校生の母親）
- 薔薇王の葬列（リッチモンド母）
- 組長娘と世話係
- うる星やつら (2022)（2022年 - 2024年、女子、侍女、海老屋店主、ゆきえ、望の母 他） - 2シリーズ

2023年
- スパイ教室（ペギー） - 2シリーズ
- 便利屋斎藤さん、異世界に行く（おばさん）
- REVENGER（尼僧B）
- 吸血鬼すぐ死ぬ2（女性A、へんな母）
- 君は放課後インソムニア（家庭科の先生）
- BanG Dream! It's MyGO!!!!!（先生）
- おかしな転生（マスコミの声2、マルクの母、令嬢2）
- 白聖女と黒牧師（おばさん、メイド）
- 政宗くんのリベンジR（ばあや）
- ミギとダリ（丸太ママ）
- るろうに剣心 -明治剣客浪漫譚- (2023)（2023年 - 2024年、老婆、お重） - 2シリーズ
- 経験済みなキミと、経験ゼロなオレが、お付き合いする話。（渡辺サヨ）
- ゾン100〜ゾンビになるまでにしたい100のこと〜（蔵杉の女房）

2024年
- 勇気爆発バーンブレイバーン（キャスターB、モーテル受付）
- ワンルーム、日当たり普通、天使つき。（タイマー音声）
- 転生貴族、鑑定スキルで成り上がる（保母）
- WIND BREAKER（2024年 - 2025年） - 2シリーズ
- 魔法科高校の劣等生（武倉家当主）
- らんま1/2 (2024)（おばさん）

2025年
- 君のことが大大大大大好きな100人の彼女（鳥家羅監督）
- 全修。（先生、町民たち、信者）
- 沖縄で好きになった子が方言すぎてツラすぎる（知念さん）
- クラシック★スターズ（VIP）
- アン・シャーリー（ホワイト夫人）
- 光が死んだ夏（音楽の先生）
- カッコウの許嫁 Season2（あいの祖母）

### 劇場アニメ
- ハートの国のアリス 〜Wonderful Wonder World〜（2011年、ロリーナ＝リデル）
- 映画 スマイルプリキュア! 絵本の中はみんなチグハグ!（2012年、サル）
- 映画 ドキドキ!プリキュア マナ結婚!!?未来につなぐ希望のドレス（2013年、女性）[21]
- 映画 プリキュアオールスターズNewStage3 永遠のともだち（2014年、男の子）[22]
- バースデー・ワンダーランド（2019年、メイド）
- SAND LAND（2023年、女性アナウンサー）
- アリスとテレスのまぼろし工場（2023年、市民I）
- 劇場版 オーバーロード 聖王国編（2024年、ベーベーベ）

### Webアニメ
- 衛宮さんちの今日のごはん（2018年、店員、老人）
- ソードガイ The Animation（2018年、淑女）
- マウスどうぶつえん（2018年、フェネックのみか）
- ロマンティック・キラー（2022年、岸のお母さん）
- SAND LAND: THE SERIES（2024年、アパト村村人、アナウンサー女性、アナウンサー、アナウンスの声）
- T・Pぼん（2024年、ゲメの母）

### ゲーム
2001年
- アーマード・コア2 アナザーエイジ（監督局3）

2003年
- カルディナルアーク 〜混沌の封札〜（シェリエラ）　

2006年
- THE タクシー2 〜運転手はやっぱり君だ〜
- 夜明け前より瑠璃色な 〜Brighter than dawning blue〜（遠山和紗）

2007年
- クローバーの国のアリス 〜Wonderful Wonder World〜（ロリーナ＝リデル）
- ハートの国のアリス 〜Wonderful Wonder World〜（ロリーナ＝リデル）

2008年
- H2Oプラス
- カルディナルアーク ポータブル（シェリエラ）
- FORTUNE ARTERIAL

2009年
- ジョーカーの国のアリス 〜Wonderful Wonder World〜（ロリーナ＝リデル）
- リトルバスターズ!Converted Edition 

2010年
- アニバーサリーの国のアリス 〜Wonderful Wonder World〜（ロリーナ＝リデル）
- うみねこのなく頃に 〜魔女と推理の輪舞曲〜

2011年
- コープスパーティー Book of Shadows
- 侍道4
- 白衣性恋愛症候群

2012年
- 幻想水滸伝 紡がれし百年の時（ユディエラ、ベレニケ・ノビリオス、スウ・ジン、シグニイ・アルブレク）
- シェルノサージュ〜失われた星へ捧ぐ詩〜（ルウレイ）
- 12時の鐘とシンデレラ〜Halloween Wedding〜
- 探偵 神宮寺三郎 復讐の輪舞（本木早苗、果林）
- デビルサマナー ソウルハッカーズ（天海市市民）
- 24時の鐘とシンデレラ〜Halloween Wedding〜
- ファイアーエムブレム 覚醒（フィレイン、ライミ、フェルス）
- ファンタジーライフ
- BLACK WOLVES SAGA - Bloody Nightmare -
- BLACK WOLVES SAGA - Last Hope -
- リトルウィッチ パルフェ 〜黒猫魔法店物語〜（シャンティ・シュクレール）

2013年
- エスカ&ロジーのアトリエ 〜黄昏の空の錬金術士〜 
- 新装版　ハートの国のアリス（ロリーナ＝リデル）
- 真・女神転生IV
- Dead Island:Riptide
- ラグナロクオデッセイエース（ボイス17）

2014年
- 学園ヘヴン2〜DOUBLE SCRAMBLE!
- 新・世界樹の迷宮2 ファフニールの騎士 
- 新装版　クローバーの国のアリス（ロリーナ＝リデル）
- ブレイドアンドソウル 

2015年
- ウィッチャー3 ワイルドハント（フィリパ・エイルハート）
- 幻影異聞録♯FE（フェルス）
- 新装版　お菓子な島のピーターパン
- 新装版　魔女王
- プリンス・オブ・ストライド
- 見習い魔女とモコモコフレンズ

2016年
- ISLAND
- グウェント　ウィッチャーカードゲーム（フィリパ・エイルハート）
- 12歳。〜恋するDiary〜
- 真・女神転生IV FINAL
- Dishonored 2

2017年
- BLACK WOLVES SAGA - Weiβ und Schwarz -
- WHITEDAY〜学校という名の迷宮〜（笹村愛子）
- リディー&スールのアトリエ　〜不思議な絵画の錬金術士〜

2018年
- キングスレイド（デミア）
- 相剋のエルシオン　光と闇の輪廻 
- 美容師デビュー物語　トップスタイリストを目指そう！ 
- Fallen Legion -救国の皇女-
- Fallen Legion -反逆の炎-

2019年
- ファイアーエムブレム 風花雪月
- CODE VEIN（カーミラ）
- ゴーストリコン ブレイクポイント

2020年
- Destiny 2（謎のエクソ）
- 仁王2
- ファイナルファンタジーVII リメイク（グエン）

2021年
- スペードの国のアリス 〜Wonderful White World〜（ロリーナ＝リデル）

2022年
- ソウルハッカーズ2（リナ）
- ファイアーエムブレム ヒーローズ（フィレイン）
- ドラえもん のび太の牧場物語 大自然の王国とみんなの家（ポム）

2023年
- ファイアーエムブレム エンゲージ（スフォリア、アンジュ）
- ヘブンバーンズレッド（アキ）

2024年
- リルヤとナツカの純白な嘘（白縫りら）
- メタファー：リファンタジオ

### ドラマCD
- ちとせげっちゅ!! 2
- ひぐらしのなく頃に解 罪滅し編
- MAUSU THEATER

### 吹き替え

#### 映画
- アクエリアス
- IT/イット “それ”が見えたら、終わり。（スターレット〈エリザベス・ソーンダース〉[38]）
- ウェット ホット アメリカンサマー
- ウェディング・バトル　アウトな男たち
- OCD 〜メンタル・クリニックは大騒ぎ〜
- 技術者たち
- きみが還る場所
- キュア 〜禁断の隔離病棟〜
- キングコング:髑髏島の巨神（議員秘書[39]）
- CAGE 〜ベビーシッター恐怖の一夜〜
- ジオストーム
- 死霊館のシスター
- スレンダーマン　奴を見たら、終わり
- セルフレス/覚醒した記憶
- 戦場からのラブレター
- それでも、やっぱりパパが好き!
- タイタン
- 沈黙の復讐（タミ）
- パイオニア
- ハリウッド・スキャンダル
- ベイビー・キャッチャー
- ミッドナイト・トレイン
- ラブ・パンチ

#### ドラマ
- iCarly
- iゾンビ（キャンディ）
- アンフォゲッタブル　完全記憶捜査
- エクスタント
- エレメンタリー ホームズ&ワトソン in NY
- オーメン
- オレンジ・イズ・ニュー・ブラック（イヴォンヌ・“ヴィー”・パーカー）
- 救命医ハンク　セレブ診療ファイル
- KILLJOYS/銀河の賞金ハンター
- 刑事フォイル
- コード・ブラック 生と死の間で
- COLONY/コロニー
- The Sinner -隠された理由-
- 殺人を無罪にする方法
- CSI:ニューヨーク7
- The OA（ベティ・ブロデリック=アレン（BBA））
- シカゴ P.D.（バニー）
- シカゴ・ファイア（ハリー）
- チェルシーがモノ申す
- チューインガム
- デビアスなメイドたち
- トリック 難事件はオレにお任せ
- ナウ・アポカリプス　〜夢か現実か!? ユリシーズと世界の終わり
- POWER/パワー（タミカ）
- POWER/パワー ブックII:ゴースト（タミカ）
- HAWAII FIVE-0
- FAMOUS IN LOVE
- ブラインドスポット タトゥーの女
- ブラックライトニング
- プリティ・リトル・ライアーズ
- ブルックリン・ナイン-ナイン
- ホワイトライン
- マードック・ミステリー 〜刑事マードックの捜査ファイル〜
- ミディアム5 霊能者アリソン・デュボア
- リベンジ
- LUCIFER/ルシファー
- レディー・ダイナマイト
- ロー&オーダー
- ワン・ミシシッピ -ママの生きた道、私の生きる道-

#### アニメ
- アドベンチャー・タイム
- カズープ!
- こえだのとうさん（こえだのかあさん）
- ジャスティン・タイム・ゴー!
- ダックテイルズ
- ドラゴン:レスキューライダーズ（ハンナ）
- ビッグシティ・グリーン（グロリア）
- 101匹わんちゃんストリート
- ぼくらのスーパーヒーロー・パンツマン（リブル先生）
- マイ・エレメント（フレリエッタ[40]）
- ワクフ（シバンナク）

### デジタルコミック
- 愛さないといわれましても～元魔王の伯爵令嬢は生真面目軍人に餌付けをされて幸せになる～（2024年、タバサ）[41]

### オーディオブック
- 小説版 Wake Up,Girls!それぞれの姿（2015年、菜々美の母[42]）
- 椿山課長の七日間（2017年、静子）
- 億男（2017年、万佐子）
- トヨトミの野望 小説・巨大自動車企業（2018年、豊臣麗子）
- マチネの終わりに（2018年、ヘレン）
- すぐ死ぬんだから（2020年、黒井苺、森薫）
- 魔眼の匣の殺人（2021年、サキミ[43]）

### ボイスオーバー
- 地球ドラマチック「よみがえるアイスマン 〜科学とアートが明かす謎〜」

### シリーズ一覧
1. ↑  第1期（2019年）、第2期（Season2）（2022年）
2. ↑  第1期（2022年 - 2023年）、第2期（2024年）
3. ↑  1st season（2023年）、2nd season（2023年）
4. ↑  第1期『序幕東京』（2023年）、第2期『京都動乱』（2024年）
5. ↑  Season 1（2024年）、Season 2（2025年）